# Gussie Moran
Pour les articles homonymes, voir Moran.
Gertrude « Gussie » Moran, surnommée « Gorgeous Gussie », née le 8 septembre 1923 à Santa Monica, et morte le 16 janvier 2013 à Los Angeles, est une joueuse de tennis américaine de la fin des années 1940.
Elle est principalement connue pour la tenue qu'elle porte à Wimbledon en 1949 qui a largement défrayé la chronique. À deux reprises, elle a disputé une finale de Grand Chelem, le double dames de l'US Women's National Championship en 1947 avec Patricia Canning Todd et, en 1949, le double mixte de Wimbledon, associée à Pancho Segura.

## Biographie
Fille d'un technicien du son aux Studios Universal et d'une femme au foyer, Gussie Moran apprend jouer au tennis à l'âge de 11 ans. Pendant la Seconde Guerre mondiale, elle travaille pour Douglas Aircraft Company.
Elle rejoint le circuit amateur en 1947 et remporte rapidement trois tournois majeurs. Classée n°4 aux États-Unis en 1949, elle s'adjuge cette année-là les championnats nationaux indoor à Manhattan contre Nancy Chaffee.
Elle se rend à Wimbledon en 1949 avec l'idée de porter une nouvelle tenue et fait appel pour cela au célèbre couturier Ted Tinling. Celui-ci lui conçoit une jupe courte et une culotte en soie blanche bordée de dentelle. Elle l'étrenne pour la première fois lors du tournoi de préparation du Hurlingham Club où le New York Times la surnomme « Gorgeous Gussie ». Accompagnée par Tinling en personne lors de son entrée sur le court pour son premier match à Wimbledon, les photographes se bousculent pour immortaliser sa tenue, certains d'entre eux s'allongeant au sol afin d'avoir le meilleur angle de vue. Malgré la victoire, celle-ci a fait l'objet de nombreuses discussions, le All England Lawn Tennis and Croquet Club accusant la joueuse d'introduire la vulgarité dans le tennis. Si elle n'a plus porté cette tenue lors de ses autres matchs, elle a néanmoins lancé progressivement un effet de mode sur les courts. La direction du tournoi de Wimbledon décida par la suite d'interdire les jupes courtes. La Fédération américaine en fit de même en 1951 à l'occasion des championnats nationaux de Forest Hills.
Elle se retire du circuit en août 1950 après un quart de finale à Wimbledon, signant pour 75 000 $ un contrat d'un an pour jouer la tournée professionnelle de Bobby Riggs aux côtés de Pauline Betz. L'opposition tourne court en raison de la trop grande différence de niveau entre les deux joueuses. Par la suite, elle participe à des exhibitions dans des bases militaires et des hôpitaux sous la houlette de Bill Tilden.
Elle a travaillé à la radio et à la télévision, animant des émissions et réalisant des interviews, écrit pour des magazines, créé une ligne de vêtement de tennis. En 1952, elle fait un caméo dans le film Mademoiselle Gagne-Tout (Pat and Mike) aux côtés de Katharine Hepburn et Spencer Tracy. Elle s'engage également dans l'United Service Organizations au Vietnam où elle est blessée dans un accident d'hélicoptère.
Gussie Moran a connu trois courts mariages et n'a pas eu d'enfant. Elle a terminé sa vie dans des conditions difficiles, cumulant les emplois, vivant dans un petit appartement à Hollywood et souffrant d'un cancer du colon.

## Palmarès (partiel)

### Titre en simple dames
| No | Date       | Nom et lieu du tournoi                     | Catégorie | Surface    | Finaliste       | Score         |          |
| -- | ---------- | ------------------------------------------ | --------- | ---------- | --------------- | ------------- | -------- |
| 1  | 05-10-1948 | US Hard Court Championships, San Francisco |           | Dur (ext.) | Virginia Kovacs | 2-6, 6-1, 6-2 | Parcours |

### Titres en double dames
| No | Date       | Nom et lieu du tournoi                         | Catégorie | Surface      | Partenaire            | Finalistes             | Score         |          |
| -- | ---------- | ---------------------------------------------- | --------- | ------------ | --------------------- | ---------------------- | ------------- | -------- |
| 1  | 01-08-1949 | Eastern Grass Court Championships South Orange |           | Gazon (ext.) | Patricia Canning Todd | Shirley Fry Doris Hart | 6-4, 3-6, 6-4 |          |
| 2  | 19-09-1949 | US Hard Court Championships Berkeley           |           | Dur (ext.)   | Virginia Kovacs       | Shirley Fry Doris Hart | 6-2, 6-4      | Parcours |

### Finale en double dames
| No | Date       | Nom et lieu du tournoi      | Catégorie | Surface      | Vainqueures                     | Partenaire            | Score    |          |
| -- | ---------- | --------------------------- | --------- | ------------ | ------------------------------- | --------------------- | -------- | -------- |
| 1  | 27-06-1949 | The Championships Wimbledon | G. Chelem | Gazon (ext.) | Louise Brough M. Osborne duPont | Patricia Canning Todd | 8-6, 7-5 | Parcours |

### Titre en double mixte
| No | Date | Nom et lieu du tournoi       | Catégorie | Surface      | Partenaire   | Finalistes                       | Score         |  |
| -- | ---- | ---------------------------- | --------- | ------------ | ------------ | -------------------------------- | ------------- |  |
| 1  | 1950 | Internationaux d'Italie Rome |           | Terre (ext.) | Adrian Quist | Annelies Ullstein Gianni Cucelli | 6-3, 1-1, ab. |  |

### Finale en double mixte
| No | Date       | Nom et lieu du tournoi                 | Catégorie | Surface      | Vainqueures                 | Partenaire    | Score    |          |
| -- | ---------- | -------------------------------------- | --------- | ------------ | --------------------------- | ------------- | -------- | -------- |
| 1  | 06-09-1947 | US National Championships Forest Hills | G. Chelem | Gazon (ext.) | Louise Brough John Bromwich | Pancho Segura | 6-3, 6-1 | Parcours |

## Parcours en Grand Chelem (partiel)
Si l’expression « Grand Chelem » désigne classiquement les quatre tournois les plus importants de l’histoire du tennis, elle n'est utilisée pour la première fois qu'en 1933, et n'acquiert la plénitude de son sens que peu à peu à partir des années 1950.

### En simple dames
| Année | Championnat d'Australie Open d'Australie | Championnat d'Australie Open d'Australie | Internationaux de France | Internationaux de France | Wimbledon      | Wimbledon   | US National US Open | US National US Open |
| ----- | ---------------------------------------- | ---------------------------------------- | ------------------------ | ------------------------ | -------------- | ----------- | ------------------- | ------------------- |
| 1948  | -                                        | -                                        | -                        | -                        | -              | -           | 1/2 finale          | M. Osborne          |
| 1949  | -                                        | -                                        | -                        | -                        | 3e tour (1/16) | Gem Hoahing | 3e tour (1/8)       | Betty Hilton        |
| 1950  | -                                        | -                                        | -                        | -                        | 1/4 de finale  | M. Osborne  | -                   | -                   |
| 1971  | -                                        | -                                        | -                        | -                        | -              | -           | 1er tour (1/32)     | Alena Palmeova      |

À droite du résultat, l’ultime adversaire.

### En double dames
| Année | Championnat d'Australie Open d'Australie | Championnat d'Australie Open d'Australie | Internationaux de France | Internationaux de France | Wimbledon             | Wimbledon                | US National US Open         | US National US Open       |
| ----- | ---------------------------------------- | ---------------------------------------- | ------------------------ | ------------------------ | --------------------- | ------------------------ | --------------------------- | ------------------------- |
| 1949  | -                                        | -                                        | -                        | -                        | Finale P. Todd        | Louise Brough M. Osborne | -                           | -                         |
| 1950  | -                                        | -                                        | -                        | -                        | 1/4 de finale P. Todd | Thelma Coyne Joy Gannon  | -                           | -                         |
| 1968  | -                                        | -                                        | -                        | -                        | -                     | -                        | 1er tour (1/8) Pauline Betz | C. Martinez Kristy Pigeon |
| 1971  | -                                        | -                                        | -                        | -                        | -                     | -                        | 1er tour (1/16) Jeanne Arth | Laura duPont M. Gengler   |

Sous le résultat, la partenaire ; à droite, l’ultime équipe adverse.

### En double mixte
| Année | Championnat d'Australie | Championnat d'Australie | Internationaux de France | Internationaux de France | Wimbledon | Wimbledon | US National      | US National                 |
| 1947  | -                       | -                       | -                        | -                        | -         | -         | Finale P. Segura | Louise Brough John Bromwich |

Sous le résultat, le partenaire ; à droite, l’ultime équipe adverse.